# 극저온 연료
극저온 연료(cryogenic fuel)는 저장하는 데 극히 낮은 온도를 요구하는 연료를 말한다.
극저온 연료는 대부분 액화 수소(LH2)와 같은 액화 가스들을 말한다. 액화 산소(LOX)가 극저온 연료로 불리는 경우가 종종 있는데, LOX는 연료(fuel)가 아니라 산화제(oxidizer)이다. 로켓의 추진제(propellant)는 연료와 산화제로 되어 있다.
재생 냉각 로켓 엔진은 극저온 연료가 엔진 연소실로 펌프질 되기 전에 노즐 부분을 냉각시킨다. 이런 방법은 1940년대에 Eugen Sänger가 제안하였다. 현대의 대부분 로켓 엔진에 사용되는 방식이다.
액체 로켓의 경우에도, 극저온 연료를 쓰는 로켓은 즉각적인 대응발사능력이 없기 때문에, 평화적 이용목적의 우주 로켓 연료로 인식되지만, 극저온 연료가 아닌 저장성 액체 추진제를 쓰는 로켓은 군사용으로도 쓰인다. 예를 들면 스커드 미사일이 저장성 액체 추진제의 일종인 UDMH라는 독성이 있는 액체연료를 사용한다.

## 극저온 연료를 사용하는 로켓

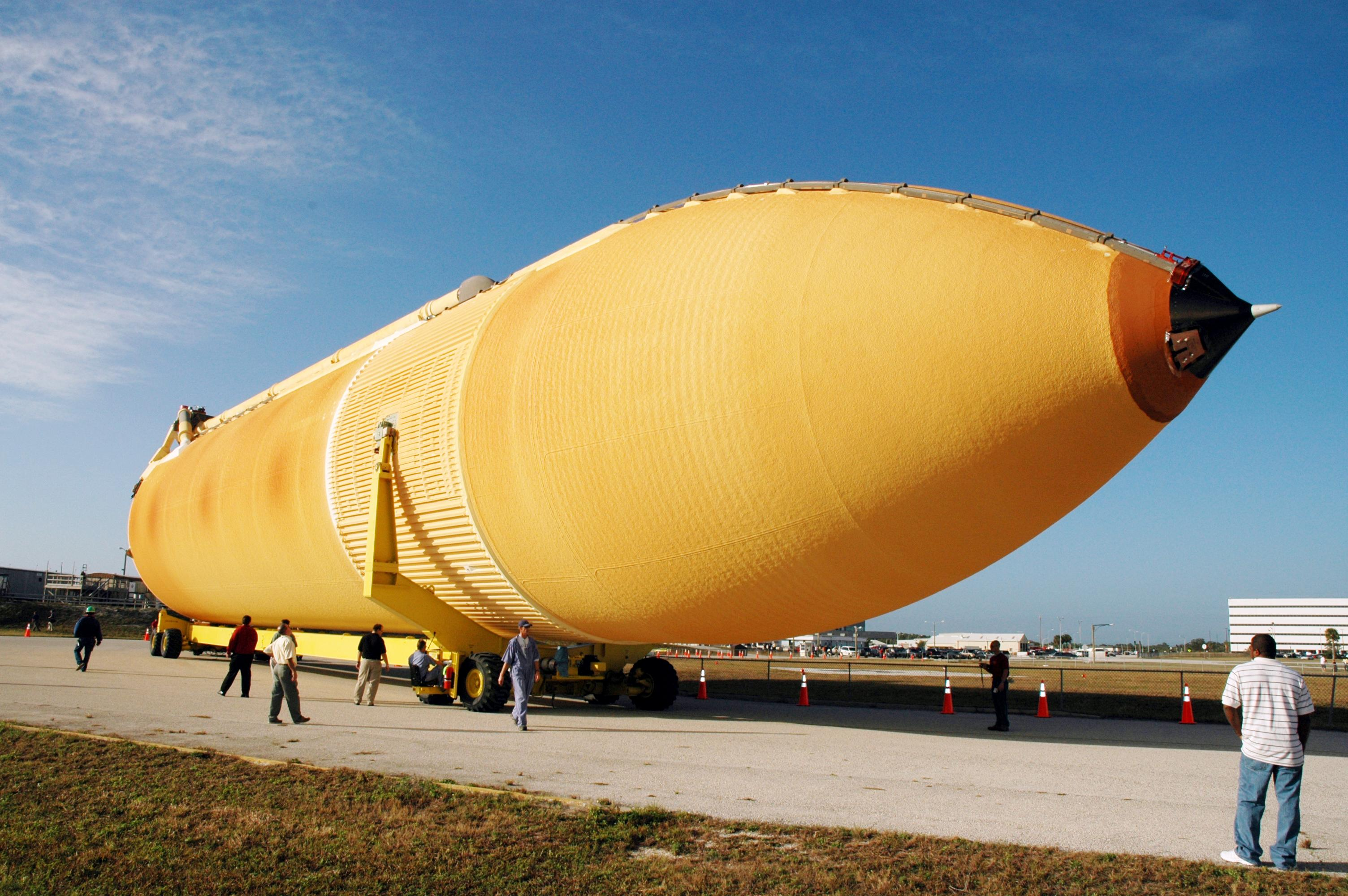
극저온 연료인 액화 수소를 사용하는 미국의 우주왕복선의 외부 연료탱크. 이 탱크에는 연료인 액화 수소(LH2)와 산화제인 액화 산소(LOX)가 저장된다.

- 아리안 5 -  프랑스
- 우주왕복선 -  미국